# Karel Jarolím
Karel Jarolím (Čáslav, República Checa, 23 de agosto de 1956), exfutbolista y entrenador checo. Jugó de volante y actualmente está sin equipo.

## Trayectoria
Exfutbolista checo, que es el padre del futbolista del Hamburgo SV David Jarolim.

## Selección nacional
Fue internacional con la Selección de fútbol de Checoslovaquia, jugó 13 partidos internacionales y anotó 2 goles.

## Clubes
| Club               | País            | Año       |
| ------------------ | --------------- | --------- |
| VCHZ Pardubice     | República Checa | 1971-1977 |
| Slavia Praga       | República Checa | 1977-1978 |
| Dukla Praga        | República Checa | 1978-1979 |
| Dukla Tábor        | República Checa | 1979-1980 |
| Slavia Praga       | República Checa | 1980-1987 |
| FC Rouen           | Francia         | 1987-1990 |
| SC Amiens          | Francia         | 1990-1991 |
| Slavia Praga       | República Checa | 1991-1992 |
| Viktoria Žižkov    | República Checa | 1992      |
| Švarc Benešov      | República Checa | 1993-1994 |
| FC Bohemians Praga | República Checa | 1994-1995 |